# Миља
Миља (енгл. mile) је назив за јединицу дужине која се обично користи за мерење растојања а у употреби је у разним системима јединица мерења, укључујући енглеске јединице мере, империјалне јединице мере, америчке јединице мере и норвешко-шведски „мил“ (mil). Дужина једне миље може да варира од система до система, али је у принципу свака дужине у опсегу од 1 до 10 km.
У савременом енглеском термин „миља“ има два значења: законска миља, коју чини 1.760 јарди (1.609,344 m),, и интернационална наутичка миља (тачно 1.852 m). Постоји неколико скраћеница за миљу: mi, ml, m, M. Национални институт за стандарде сада користи и препоручује „mi“, али миље на сат које су мера за брзину су и даље обично скраћене са „m.p.h.“ или „MPH“ уместо са „mi/h“.

## Назив
Савремена енглеска реч mile потиче од средњоенглескe myle и староенглескe mīl, која је била сродан са свим осталим германским изразима за миљу. Они потичу од номиналног облика елипсе mīlle passus 'миља' или mīlia passuum 'миља', римска миља од хиљаду корака.
Садашња међународна миља обично је оно што се подразумева под неквалификованим термином миља. Када ову удаљеност треба разликовати од наутичке миље, међународна миља се такође може описати као копнена миља или статутна миља. У британском енглеском језику, статутна миља се може односити на садашњу међународну миљу или на било који други облик енглеске миље од Парламентарног закона из 1593, који је миљу одредио као удаљеност од 1.760 јарди. Према америчким законима, међутим, статутна миља се односи на УС геодетску миљу. Стране и историјске јединице преведене на енглески као миље обично користе квалификатор за описивање врсте миље која се користи, али то се може изоставити ако је то очигледно из контекста, попут расправе о Антониновом итинерару из другог века која описује своје удаљености у миљама, а не у римским миљама.
Миља се различито скраћено записује - са и без завршне тачке - као ми, М, мл и м. Амерички Национални институт за стандарде и технологију сада користи и препоручује mi да избегне забуна са СИ метром (m) и милилитром (ml). Међутим, изведене јединице, као што су миља на сат или миља по галону, и даље се скраћују као mph и mpg уместо на mi/h и mi/gal. У Уједињеном Краљевству, путокази користе  као скраћеницу за миљу, иако ограничења висине и ширине такође користе  као скраћеницу за метар, који може бити приказан поред стопа и инча. BBC стил сматра да „не постоји прихватљива скраћеница за миље”, те да би је требало навести када се користи за описивање подручја.